# Arne Ruth
Arne Erik Ruth, född 7 november 1943 i Gollnow, provinsen Pommern i Tyskland, är en svensk publicist. 
Ruth var verksam vid Sveriges Radio 1968–1977 och som kulturchef på Expressen 1977–1982. Han var chefredaktör och chef för kulturredaktionen på Dagens Nyheter 1982–1998. Han avgick då Bonnier, vars VD Bengt Braun han ofta tagit strid mot,[källa behövs] hade planer på att även ta över Svenska Dagbladet. Ruth har också varit ordförande för Svenska PEN-klubben och ledare för föreningen Grupptalan mot Skandia. Han har kallat sig själv vänsterintellektuell.
Fadern var tysk soldat och försvann i Slaget om Berlin. Ruth kom som ettåring till Sverige med de vita bussarna tillsammans med sin svenska mor och sina äldre tvillingsyskon Aina och Walter. Han växte upp i Bengtsfors, började 13 år gammal som lokalredaktör på tidningen Bohusläningen men avskedades därifrån då de upptäckte hans låga ålder.[källa behövs] 1965 arbetade han som praktikant på Göteborgs Handels- och Sjöfartstidning. Sedan var han verksam som frilansskribent och blev fast anställd vid Sveriges Radio 1973.
Han var gift med journalisten Lena Persson till hennes död 1999.

## Priser och utmärkelser
- 1998 – Axel Liffner-stipendiet
- 2008 – Hedersdoktor vid humanistiska fakulteten, Göteborgs universitet
- 2014 – Karin Gierows pris